# Pardosa yadongensis
Pardosa yadongensis este o specie de păianjeni din genul Pardosa, familia Lycosidae, descrisă de Hu și Li, 1987. Conform Catalogue of Life specia Pardosa yadongensis nu are subspecii cunoscute.